# بی‌وای‌دی سانگ مکس
بی‌وای دی سانگ مکس (به انگلیسی: BYD Song Max) یک خودروی ون ام‌پی‌وی چند منظوره ساخت شرکت بی‌وای‌دی است که از سال ۲۰۱۷ تولید و عرضه می‌شود.

## تاریخچه

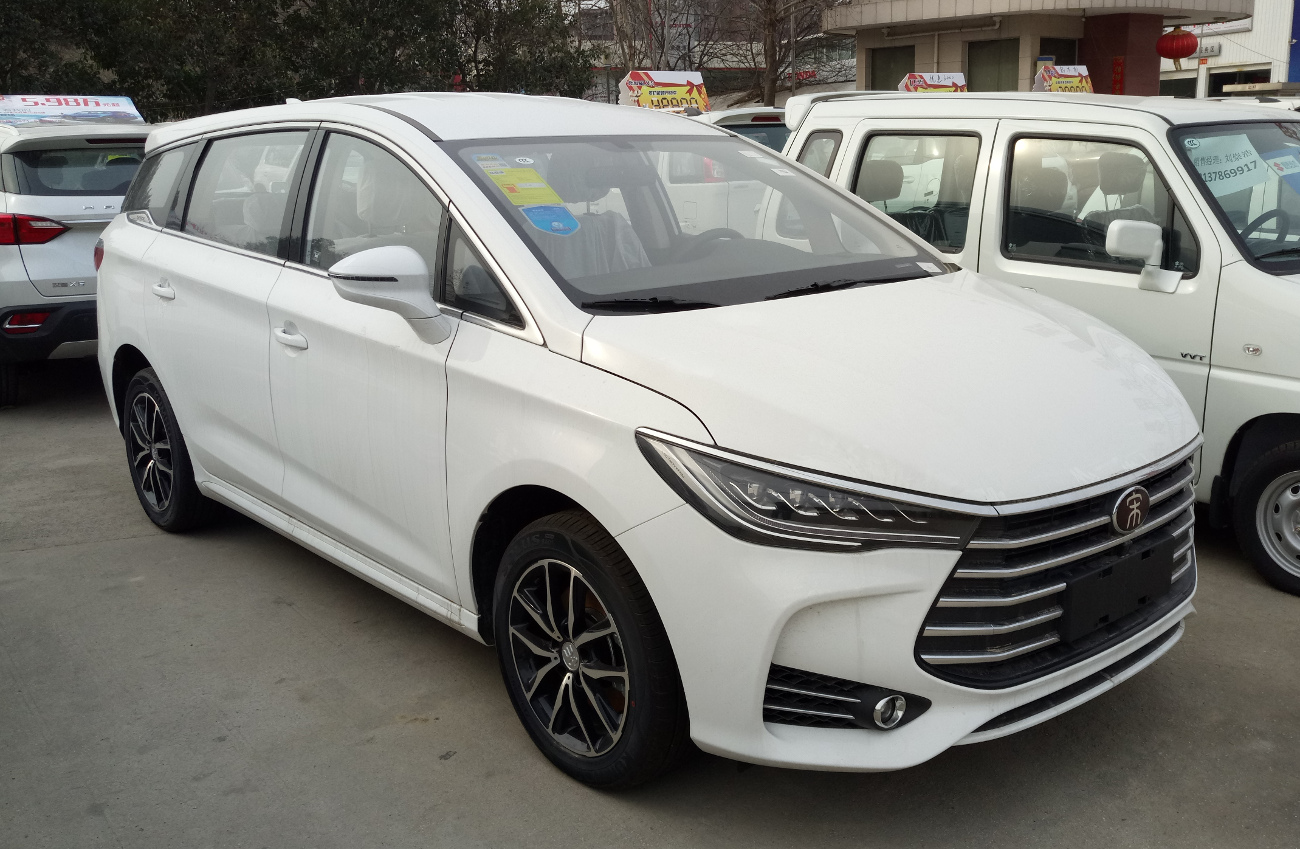
نمای جلو
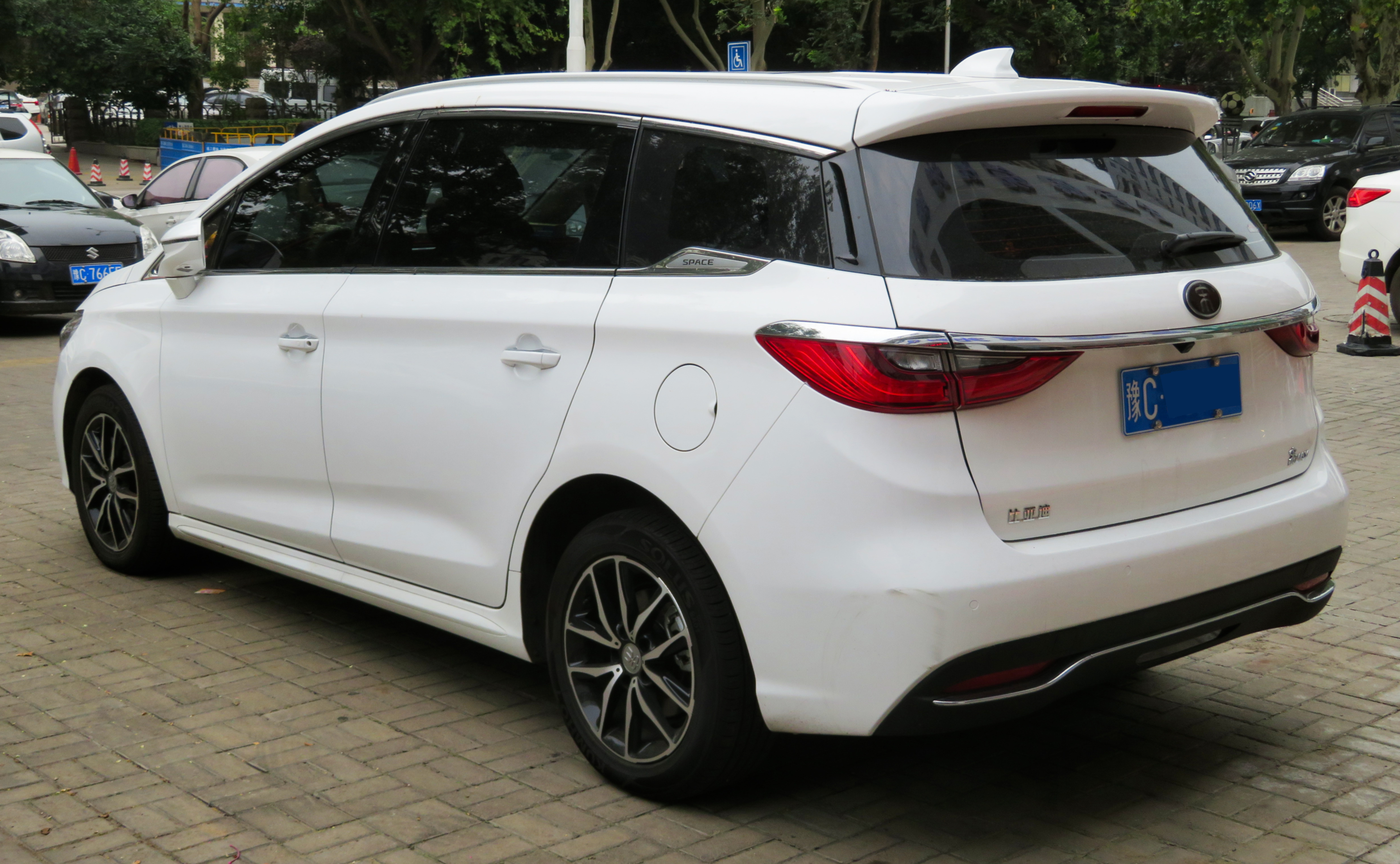
نمای عقب

### پیشرانه
برای این خودرو در زمان عرضه فقط یک موتور ارائه شد. یک موتور ۱٫۵ لیتری بنزینی توربو شارژ با توانایی تولید ۱۵۶ اسب بخار (۱۱۶ کیلووات) و ۲۴۰ نیوتن متر (۱۷۷ پوند نیرو-فوت) گشتاور با گیربکس ۶ سرعته دستی یا جعبه دنده ۶ سرعته DCT.

### فیس لیفت ۲۰۲۱
سانگ مکس برای عرضه در سال ۲۰۲۱ در اوت سال ۲۰۲۰ فیس لیفتی را تجربه کرد. این فیس لیفت شامل تغییرات جزئی برای سپر جلو و طراحی انتهای عقب بود. مدل به روز شده توسط یک موتور ۱٫۵ لیتری توربو خطی ۴ سیلندر تولید می‌شود که حداکثر توان تولیدی آن ۱۶۰ اسب بخار و ۲۴۵ نیوتن متر است. جعبه دنده یک گیربکس ۶ سرعته DCT است.

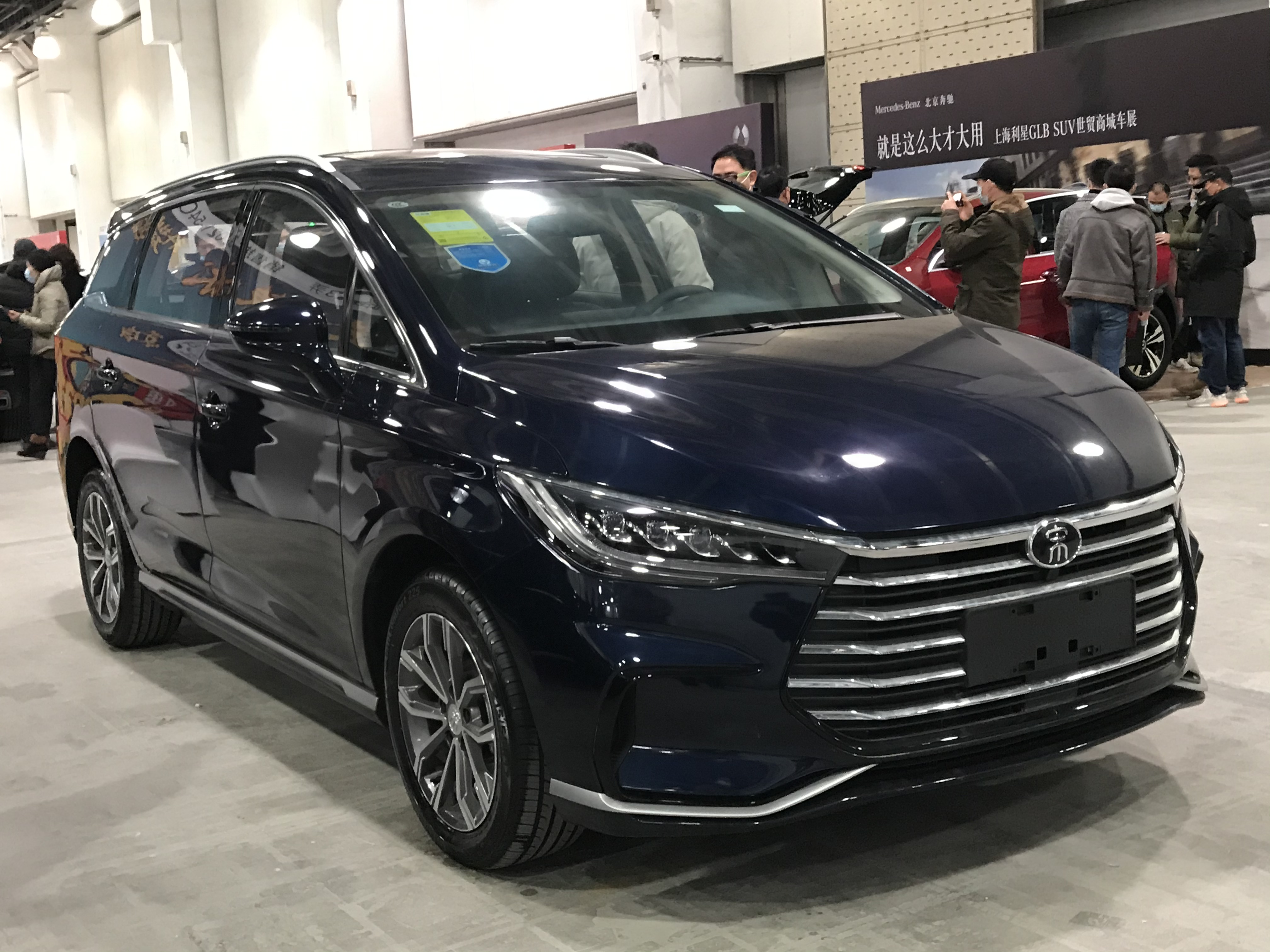
نمای جلو
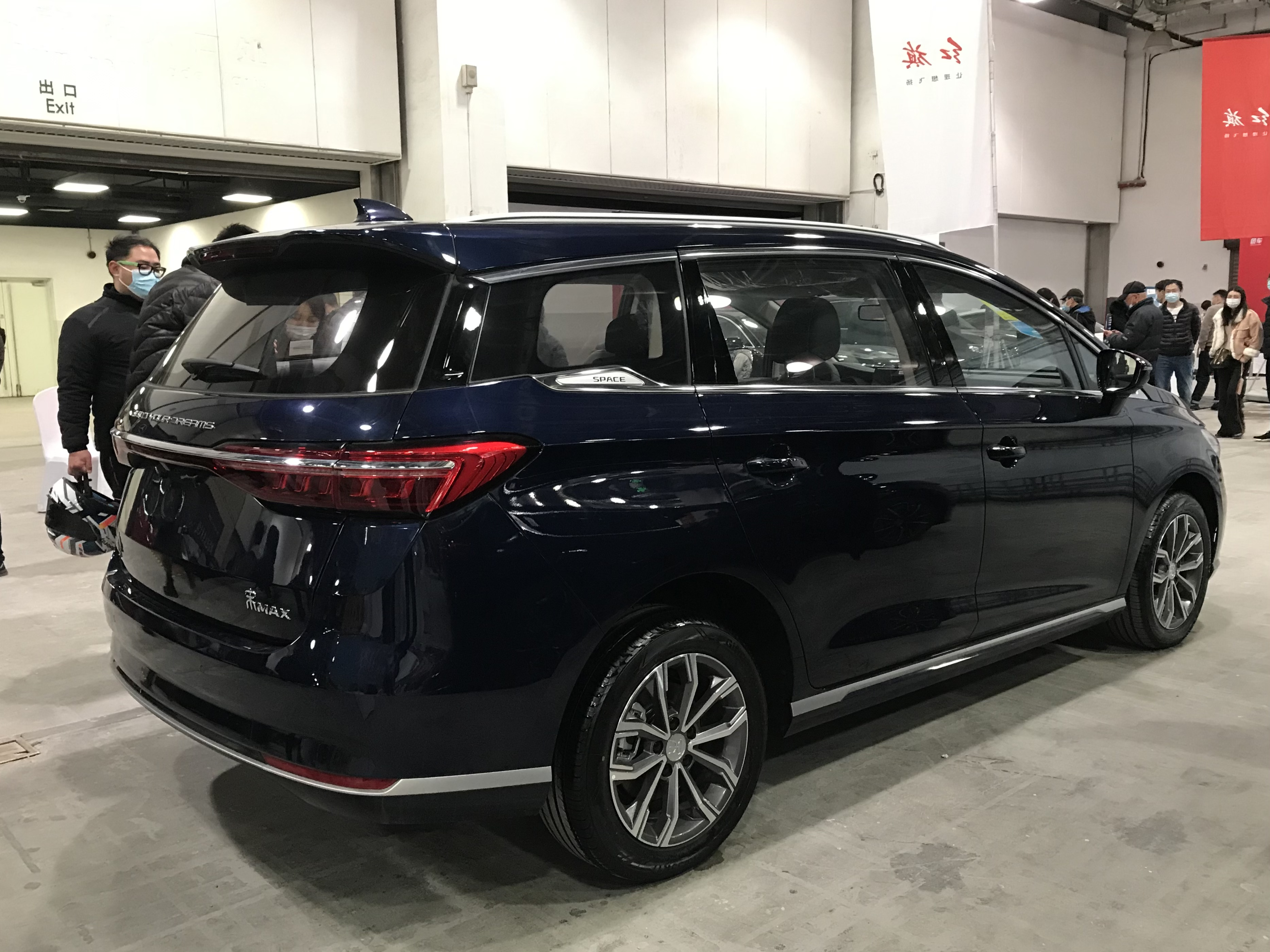
نمای عقب

## مدل هیبریدی

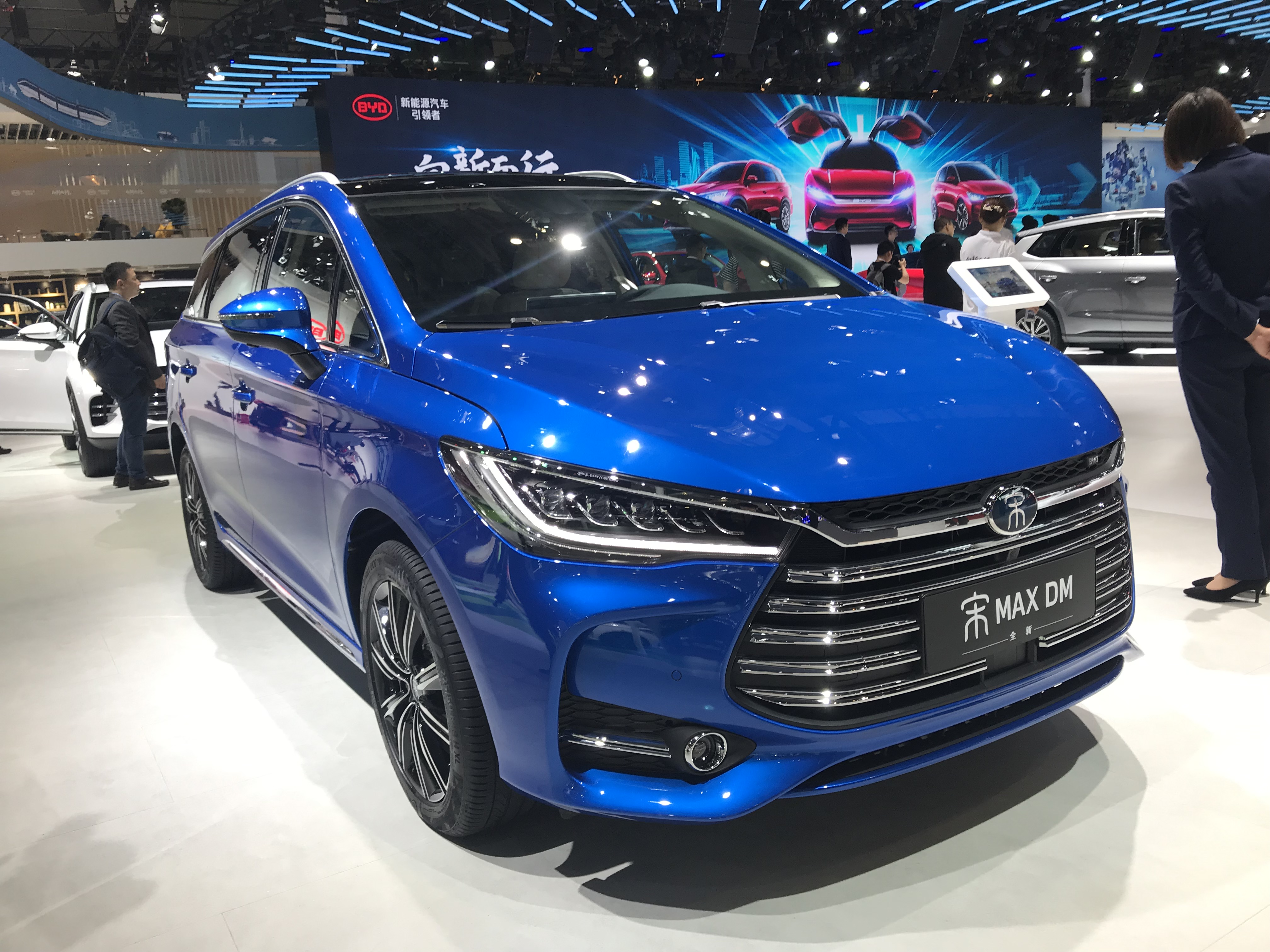
جلو BYD Song Max DM

این خودرو در نمایشگاه اتومبیل شانگهای در سال ۲۰۱۹ معرفی شد. نام این مدل بی‌وای‌دی سانگ مکس دی‌ام است.

این مدل از لحاظ ظاهری تقریباً شبیه به مدل معمولی است، این خودرو به موتور ۱۶۳ اسب بخاری مجهز شده‌است حداکثر سرعت این خودرو ۱۵۰ کیلومتر است.